# أرتور باستور
أرتور باستور (بالبرتغالية: Artur Pastor‏) هو مصور برتغالي، ولد في 1 مايو 1922 في Alter do Chão ‏ في البرتغال، وتوفي في 17 سبتمبر 1999 في لشبونة في البرتغال.